# منتخب نيكاراغوا لكرة القاعدة
منتخب نيكاراغوا الوطني لكرة القاعدة هو الفريق الذي يمثل نيكاراغوا في المنافسات الدولية لرياضة كرة القاعدة يعتبر من أقوى منتخبات أمريكا الوسطى مع منتخب بنما الوطني لكرة القاعدة في هذه الرياضة يحتل حالياً المركز السادس عشر في التصنيف العالمي لمنتخبات كرة القاعدة الوطنية  ويقوم إتحاد نيكاراغوا لكرة القاعدة بإدارة شؤونه.